# Johann Fischer von Waldheim
Johann Gotthelf Fischer von Waldheim (Grigori Ivànovitx Fischer von Waldheim (Григорий Иванович Фишер фон Вальдгейм) (13 d'octubre de 1771 – 18 d'octubre de 1853) va ser un entomòleg i paleontòleg alemany que també va treballar a Rússia.
Fischer nasqué amb el nom de Gotthilf Fischer a Waldheim, Saxònia. Estudià medicina a Leipzig. Viatjà a Viena i París amb el seu amic Alexander von Humboldt i estudià sota Georges Cuvier. El 1804 va esdevenir Professor d'Història Natural i Director del Muesu d'Història Natural a la Universitat de Moscou. El 1805 fundà la Société Impériale des Naturalistes de Moscou.
Fischer va classificar els invertebrats, i va escriure Entomographia Imperii Rossici (1820–1851). També va estudiar fòssils dels voltants de Moscou.
El govern rus el va ennoblir amb "von Waldheim" finalitzant el seu nom.

## Llista parcial de publicacions
- Versuch über die Schwimmblase der Fische, Leipzig 1795
- Mémoire pour servir d'introduction à un ouvrage sur la respiration des animaux, Paris 1798
- J. Ingenhousz über Ernährung der Pflanzen und Fruchtbarkeit des Bodens aus dem Englischen übersetzt und mit Anmerkungen versehen von Gotthelf Fischer. Nebst einer Einleitung über einige Gegenstände der Pflanzenphysiologie von F. A. von Humboldt, Leipzig 1798
- Ueber die verschiedene Form des Intermaxillarknochens in verschiedenen Thieren, Leipzig 1800
- Beschreibung einiger typographischer Seltenheiten. Nebst Beyträgen zur Erfindungsgeschichte der Buchdruckerkunst, Mainz und Nürnberg 1800
- Naturhistorische Fragmente, Frankfurt am Main 1801
- Beschreibung typographischer Seltenheiten und merkwürdiger Handschriften nebst Beyträgen zur Erfindungsgeschichte der Buchdruckerkunst, Mainz um 1801
- Essai sur les monuments typographiques de Jean Gutenberg, Mayençais, inventeur de l'imprimerie, Mainz 1801/1802
- Das Nationalmuseum der Naturgeschichte zu Paris, 1802
- Vorlesungen über vergleichende Anatomie, deutsche Übersetzung der Vorlesungen Georges Cuviers, Braunschweig 1801–1802
- Lettre au citoyen E. Geoffroy ... sur une nouvelle espèce de Loris : accompagnée de la description d'un craniomètre de nouvelle invention, Mainz 1804
- Anatomie der Maki und der ihnen verwandten Thiere, Frankfurt am Main 1804
- Tableaux synoptiques de zoognosie, 1805
- Museum Demidoff, ou catalogue systématique et raisonné des curiosités, etc. donnés a l'université de Moscou par Paul de Demidoff, Moskau 1806
- Muséum d'Histoire naturelle de l'université impériale de Moscou, 1806
- Notices sur les fossiles de Moscou, 1809–1811
- Notices d'un animal fossile de Sibérie, 1811
- Onomasticon du Système d'Oryctognoise, 1811
- Zoognosia tabulis synopticis illustrata, in usum prälectionum Academiae Imperialis Medico-Chirurgicae Mosquentis edita, Moskau 1813
- Observations sur quelques Diptères de Russie, 1813
- Essai sur la Turquoise et sur la Calaite, Moskau 1816
- Adversaria zoologica, 1817–1823
- Entomographie de la Russie, Moskau 1820–1851
- Prodromus Petromatognosiae animalium systematicae, continens bibliographiam animalium fossilium, Moskau 1829–1832
- Oryctographie du gouvernement de Moscou, 1830–1837
- Bibliographia Palaeonthologica Animalium Systematica, Moskau 1834
- Einige Worte an die Mainzer, bei der Feierlichkeit des dem Erfinder der Buchdruckerkunst Johann Gutenberg in Mainz zu errichtenden Denkmals, Moskau 1836
- Recherches sur les ossements fossiles de la Russie, Moskau 1836–1839
- Spicilegium entomographiae Rossicae, Moskau 1844